# Брондизио, Эдуардо
Эдуардо Брондизио (Eduardo S. Brondizio) — американский антрополог-эколог бразильского происхождения, специалист по экологическому ландшафту Амазонии.
Доктор философии, заслуженный профессор Индианского университета в Блумингтоне, завкафедрой антропологии там в 2005—2012, член НАН США (2022). Лауреат Volvo Environment Prize (2023).
В 1982—1987 учился в Universidade de Taubaté в Сан-Паулу Бразилии. Там же в Сан-Паулу в 1987—1988 занимался в National Institute for Space Research. В 1991—1996 занимался в O'Neill School of Public and Environmental Affairs и на кафедре антропологии Индианского университета и получил степень доктора философии. В 1996—1997 постдок на кафедре антропологии Аризонского университета. С 1998 ассистент-, в 2004 ассоциированный профессор кафедры антропологии Индианского университета, в 2005—2008 и 2009—2012 ее заведующий, а с 2009 — профессор, с 2019 заслуженный.
Ассоциированный (иностранный) член Академии сельского хозяйства Франции.
Сошеф-редактор Global Environmental Change: Human and Policy Dimensions (Elsevier).
Большую часть своей карьеры изучал сельские домохозяйства в Восточной Амазонии. Опубликовал более 185 статей и пять книг, курировал две музейные выставки.